# Пабло Алборан
Пабло Морено де Алборан Ферандиз (шп. Pablo Moreno de Alborán Ferrándiz; Малага, 31. мај 1989), познат само као Пабло Алборан (шп. Pablo Alborán), шпански је музичар, певач и текстописац.  
Алборан је досад издао шест студијских албума, три концертна албума, а имао је и различите музичке сарадње. Његове песме дистрибуира компанија Warner Music. 
Дебитовао је 2010. године песмом "Соламенте ту", која је и први сингл са његовог деби албума Pablo Alborán, објављеног фебруара 2011. године. Албум заузима 1. место у првој недељи продаје, што чини Алборана првим соло уметником у Шпанији, који се нашао на врху листа (потписујући комплетан албум), још од 1998. године.

## Музичка каријера
Од ране младости, био је заинтересован за свирање на различитим музичким инструментима, као што су клавир, класична гитара, фламенко гитара и акустична гитара, a посећивао је и часове певања код професионалних уметника у Малаги и Мадриду. 2002. године, са 12 година компоновао је своје прве песме Amor de Barrio и Desencuentro, коју ће 10 година касније објавити на свом деби албуму. У Малаги је први наступио пут са фламенко групом у ресторану, где је и добио надимак Бели Морено (El Blanco Moreno) јер "сам био веома блед, а Морено је моје презиме", како је изјавио у интервјуу почетком 2011. године.
У припреми првог албум, Алборан је компоновао 40 песама, од којих ће бити изабрана коначна листа. Током снимања овог албума (Пабло Алборан), објавио је неколико песама на YouTube, којима је освојио пажњу многих, укључујући и певачице Кели Роуланд , која је била задивљена његовим гласом, рекавши да је "заљубљена у Пабла Алборана!". Његови видеи од тада су имали милионске прегледе.
"Соламенте ту" (Само ти) у Шпанији је објављена октобра 2010. године, као први сингл са његовог деби албума, који објављује у фебруару 2011. године. И сингл и албум су имали велики успех, успевши да се попну на врхове шпанских музичких листа. Албум је вишеструко награђиван, укључујући и награду за албум године, а такође је био најпродаванији албум у Шпанији 2011. године.
Алборан своју прву светску турнеју започиње 27. маја 2011. године у Мадриду, и од тада је наступао у многим латиноамеричким земљама, међу којима су Аргентина, Чиле и Мексико. 

У септембру 2012. године, Алборан је објавио сингл "Танто" са његовог предстојећег албума Танто , који је објављен у новембру 2012. године. Албум је имао 10 платинастих сертификација у Шпанији, где је био и најпродаванији албум током 2012. и 2013. године. Садржао је две песме које су се у Шпанији нашле на врху топ листа - El Beso и Quién. 
Свој трећи студијски албум Terral издаје у новембру 2014. године. Албум је постао његов четврти у низу албум број 1 у Шпанији и добија 8 платинастих сертификација. Био најпродаванији албум у Шпанији 2014. године.
У априлу 2016, објављена је песма Se Puede Amar, која најављује предстојећи, четврти студијски албум. Током 2016. године, одржао је турнеју по централној Америци.
После двогодишње паузе, Алборан је на својим друштвеним мрежама најавио да је завршио припрему свог четвртог студијског албума Prometo. Објављује два сингла (Saturno и No Vaya a Ser) истог дана, 8. септембра 2017. Saturno је балада која подсећа на почетак његове певачке каријере, док је песма No Vaya a Ser рађена у другачијем стилу, поигравањем са електронским и афричким ритмовима. Prometo је објављен 17. новембра 2017. године и дебитовао под бројем 1 у Шпанији.

## Дискографија

### Студијски албуми
- 2011 Pablo Alborán
- 2012 Tanto
- 2014 Terral
- 2017 Prometo
- 2020 Vertigo
- 2022 La cuarta hoja

### ЕП албуми
- 2016 Spotify Sessions EP
- 2020 Tabu EP
- 2020 Cuando estes aqui EP

### Концертни албуми
- 2011 En Acustico
- 2015 Tour Terral: Tres Noches en Las Ventas
- 2018 Prometo Edicion Especial: Directo en Sevilla

### Турнеје
- 2011 Tour Pablo Alboran
- 2012-2013 Tour Tanto
- 2015-2016 Tour Terral
- 2018-2020 Tour Prometo
- 2021-2022 Tour Vertigo (Tour de Teatros)
- 2023-2024 Tour La Cuarta Hoja

### Синглови
- 2010: Solamente tú
- 2011: Miedo
- 2011: Perdoname (feat. Carminho)
- 2012: Desencuentro
- 2012: Te he echado de menos
- 2012: Tanto
- 2013: El beso
- 2013: Quién
- 2013: Extasis
- 2013: Donde esta el amor (feat. Jesse y Joy)
- 2014: Por fin
- 2014: Pasos de cero
- 2015: Inséparables (feat. Zaz)
- 2015: Recuérdame
- 2015: Ne m'oublie pas
- 2016: La escalera
- 2017: Saturno
- 2017: No vaya a ser
- 2017: Prometo (Version Piano y Cuerda)
- 2018: La llave (feat. Piso 21)
- 2018: Tu refugio
- 2018: Curo tus labios (Acústico)
- 2019: Tabú (feat. Ava Max)
- 2020: Cuando estes aqui
- 2020: Si hubieras querido
- 2020: Hablemos de amor
- 2020: Corazon descalzo
- 2021: No esta en tus planes
- 2021: Llueve sobre mojado (feat. Aitana y Alvaro de Luna)
- 2021: Soy Capaz
- 2022: Carretera y manta
- 2022: Viaje a ningun lado (feat. Carin Leon)
- 2022: Amigos (feat. Maria Becerra)
- 2025: Clickbait
- 2025: KMO

### Пјесме за друге пројекте
- 2016: Palmeras en la nieve
- 2016: Se puede amar
- 2021: Grandola Vila Morena (feat. Cecillia Krull)
- 2022: Castillos de Arena
- 2023: Somos Dos

### Колаборације
- 2012: Boracha de amor (feat. Vanesa Martin)
- 2012: Cuestion de prioridades (feat. varios artists)
- 2012: Vuelvo a verte (feat. Malu)
- 2012: Puede que (Miguel Bose)
- 2013: No se por que te quiero (feat. Maria Dolores Pradera)
- 2013: La de la mala suerte (feat. Jesse y Joy)
- 2014: Amaneci en tus brazos( feat. Julio Iglesias)
- 2014: Solo para ti (feat. Sergio Dalma)
- 2014: Solamente tu (feat. Damian Sargue)
- 2014: Paraules d'amour (feat. Serrat)
- 2015: Sos le ciel de Paris (feat. Zaz)
- 2016: Tu frialdad (feat. Jose Merce)
- 2017: Y si fuera ella? (feat. varios artists)
- 2017: Solo luz (feat. Funambulista)
- 2018: La mudanza (feat. Niña Pastori)
- 2019: Problema (feat. Ketama)
- 2019: Rayando el sol (feat. Mana)
- 2019: Sueño (feat. Beret)
- 2019: Peces de ciudad (feat. Pablo Lopez)
- 2020: Another love song (feat. Stay Homas)
- 2020: Un sueño contigo Alma (feat. Antonio Rey)
- 2020: El mismo aire (feat. Camilo)
- 2020: El amor que me tenia (feat. Ricardo Arjona)
- 2020: De quererte asi (De t'avoir aimee)(feat. Raphael)
- 2021: La primera que despierta (feat. Ismael Serrano)
- 2021: Y duele... (feat. Sofi de la Torre)
- 2021: Historia de un amor (feat. Najwa Nimri)
- 2021: El Lobby (feat. Micro TDH)
- 2022: Contigo (feat. Sebastian Yatra)
- 2022: Los domingos no se toman decisiones (feat. Pole)
- 2023: Mariposas (feat. Marc Segui)
- 2023: Estoy hecho de pedacitos de ti (feat. Antonio Orozco)
- 2023: Todos los secretos (feat. Malu)
- 2024: La fe (feat. Mikel Izal)

## Филмографија
| Година | Пројекат                                | Улога                   | Биљешке                                   |
| ------ | --------------------------------------- | ----------------------- | ----------------------------------------- |
| 2011   | Cuando me sonreis                       | Сам себе                | Теленовела У епизоди: "Soy tu fan"        |
| 2012   | IP: La serie                            | Сам себе                | Интернет серијал У епизоди "Sacrificio"   |
| 2013   | Aida                                    | Сам себе                | Серијал У епизоди "Capitulo 200"          |
| 2013   | Solamente Pablo y tu                    | Сам себе                | ТВ специјал                               |
| 2014   | Dreamland                               | Сам себе                | Серијал У епизоди: "Una historia real"    |
| 2017   | Prometo parar el tiempo                 | Сам себе                | ТВ специјал                               |
| 2019   | El hormiguero                           | Сам себе                | Скеч У епизоди "Vacaciones en el Titanic" |
| 2020   | El hormiguero                           | Сам себе                | Скеч У епизоди "Hormigueddon"             |
| 2020   | Gala especial de Navidad: Pablo Alboran | Сам себе                | ТВ специјал                               |
| 2020   | Escena en blanco y negro                | Сам себе                | Серијал У епизоди: "Capitulo 3"           |
| 2021   | El hormiguero                           | Сам себе                | Скеч У епизоди                            |
| 2021   | La voz España                           | Ментор                  | ТВ емисија                                |
| 2022   | El hormiguero                           | Сам себе                | Скеч У епизоди                            |
| 2025   | Respira                                 | Јон Баланзатеги Забалза | Серијал У другој сезони                   |

## Награде

### Греми
На Греми наградама, 2016. године добио једну номинацију за албум Terral.

### Латино Греми
Алборан је до сада имао четрнаест номинација.

### TVyNovelas
На TVyNovelas наградама, које сваке године организују Телевиса и часопис TVyNovelas у част најбољих мексичких тв продукција, укључујући теленовеле, Пабло је добио награду за песмe Se Puede Amar (2017) и Saturno (2018).

### Гоја
За награду "Гоја", коју сваке године додељује  Шпенска академија наука уметности, Алборан је добио једну награду. 